# Los Lobos (pandilla)
Los Lobos de Ecuador es una organización delincuencial ecuatoriana que se especializa en el tráfico de drogas y en trabajar como sicarios para socios internacionales o grupos aliados. Los Lobos comenzaron como un grupo escondido del cártel de drogas Los Choneros, pero se separaron en 2020 después de la muerte de Jorge Luis Zambrano, junto con Los Chone Killers y Los Tiguerones. El grupo cuenta con más de 8,000 miembros y opera principalmente en las ciudades de Latacunga, Riobamba, Cuenca y Machala, además de la provincia de Pastaza.
Los Lobos participan en la exportación de cocaína en Ecuador.

## Historia
Los Lobos comenzó como un grupo disidente del cartel de drogas Los Choneros. Tras el asesinato de Jorge Luis Zambrano, jefe de la pandilla, en 2020, se creó un vacío en el mando de la organización. Debido a su posición debilitada, varias pandillas, incluidos Los Lobos, se separaron y formaron una nueva alianza para enfrentarlos. Se autodenominaron la Nueva Generación.
Miembros de Los Lobos estuvieron involucrados en varios motines en prisiones de todo Ecuador. El 28 de septiembre de 2021, una disputa entre Los Lobos y Los Choneros en la Penitenciaría del Litoral, Guayaquil, llevó a un motín que dejó 123 reclusos muertos y más de 80 heridos. Fue el motín más mortífero en la historia de Ecuador. El 4 de abril de 2022, estallaron disturbios en la prisión de Turi, Cuenca, que dejaron al menos 20 reclusos muertos. Se informó que Alexander Quesada, el cabecilla de Los Lobos, y Marcelo Anchundia, el líder de la pandilla rival R7, estuvieron detrás del motín. El 9 de mayo de 2022, al menos 44 reclusos murieron y más de 100 lograron escapar después de un motín en la prisión de Bellavista, Santo Domingo. El motín fue protagonizado por miembros de Los Lobos y R7 en un intento por matar a Anchundia, quien había sido trasladado a la prisión junto con Quesada.
En noviembre de 2022, Los Lobos, estuvieron detrás de una ola de violencia en todo Ecuador después de que muchos de sus miembros fueran trasladados fuera de la Penitenciaría del Litoral, lo que temían que resultara en una pérdida de control sobre la prisión. Durante la ola de violencia, se encontraron dos cuerpos decapitados colgando de un puente, los reclusos tomaron como rehenes a ocho guardias, se detonaron nueve coches bomba en las provincias de Esmeraldas y Guayas, y cinco policías fueron asesinados a tiros.
El 9 de agosto de 2023, hombres enmascarados que afirmaban ser miembros de Los Lobos se atribuyeron la responsabilidad del asesinato del candidato presidencial Fernando Villavicencio en un video. En un segundo video, otros hombres que decían ser miembros de Los Lobos negaron haber tenido un papel en el asesinato y dijeron que estaban siendo incriminados.